# 澳大利亞首都領地旗
現在的澳大利亞首都領地旗制定於1993年。和澳大利亞大多數地方政區旗不同的是，該旗並非基於藍船旗製作。澳大利亞首都領地旗的左側為深藍色，內為南十字星圖案。右側部分底色為金色，內為堪培拉市徽圖案。

## 旗帜改變建議

澳大利亞首都領地旗改變建議

澳大利亞首都領地旗的設計家現在建議改變旗子到不同的形象（右）。